# Линдон Џонсон
Линдон Бејнс Џонсон (енгл. Lyndon Baines Johnson; Стоунвол, 27. август 1908 — Стоунвол, 22. јануар 1973) био је 36. председник САД од 1963 до 1969. Он је био је 37. потпредседник САД од 1960. године, за време мандата Џона Кенедија, а постао је председник када је Кенеди убијен у Даласу 1963. године, да би победио на председничким изборима 1964. Током његовог мандата дошло до ескалације рата у Вијетнаму, што је у свету и у САД изазвало оштре критике његове политике. Један је од само четворице људи  који су имали све четири федералне изборне позиције у Сједињеним Државама: представник, сенатор, потпредседник и председник.
Рођен у сеоској кући у 	Стоунволу у Тексасу, Џонсон је радио као средњошколски наставник и помоћник у Конгресу пре него што је победио на изборима за Представнички дом САД 1937. Џонсон је победио на изборима за Сенат Сједињених Држава из Тексаса 1948. године, након што је тесно освојио номинацију Демократске партије. На позицију лидера већинске партије у Сенату именован је 1951. Он јуе постао сенатски лидер демократа 1953. Џонсон је постао познат по својој доминантној личности и „Џонсоновом третману“, агресивној присили моћних политичара да унапреде законодавство. Џонсон се кандидовао за демократску номинацију на председничким изборима 1960. Иако неуспешан, постао је изборни партнер номинованог сенатора Јона Ф. Кенедија и они су победили на изборима са малом већином. Дана 22. новембра 1963. године извршен је атентат на Кенедија, а Џонсон га је наследио на месту председника. Следеће године Џонсон је убедљиво победио на изборима, поразивши сенатора Барија Голдватера из Аризоне. Са 61,1 одсто гласова гласова, Џонсон је освојио највећи удео у гласовима од било ког кандидата од 1820. године.
У унутрашњој политици, Џонсонови програми „Велико друштво“ и „Рат против сиромаштва“ довели су до закона којима се проширују грађанска права, јавно емитовање, здравствено осигурање, здравствена помоћ, поможе образовању и уметности, урбаном и руралном развоју и јавним услугама. Потпомогнут снажном економијом, Рат против сиромаштва помогао је милионима Американаца да се уздигну изнад границе сиромаштва током његове администрације. За разлику од већине јужних политичара, он се успротивио расној сегрегацији, потписивањем закона о грађанским правима за забрану расне дискриминације у јавним објектима, међудржавној трговини, на радном месту и у становању. Закон о бирачким правима окончао је масовну обесправљеност Афроамериканаца на југу, а Закон о имиграцији и држављанству из 1965. године дозволио је већу имиграцију из региона изван Европе. Џонсоново председништво означило је врхунац модерног либерализма у Сједињеним Државама.
У спољној политици, Џонсон је ескалирао америчко учешће у Вијетнамском рату. Конгрес је 1964. године усвојио Резолуцију о заливу Тонкин, којом је Џонсон добио моћ да користи војну силу у југоисточној Азији, без потребе за званичном објавом рата. Број америчког војног особља у Вијетнаму драматично се повећао, са 16.000 саветника у неборбеним улогама 1963. на 525.000 1967, многи у борбеним улогама. Америчке жртве су порасле, а мировни процес је стагнирао. Све већа нелагода због рата стимулисала је велики, гневни антиратни покрет базиран углавном међу студентима регрутног узраста у универзитетским кампусима. Џонсон се суочио са даљим невољама када су 1965. започели летњи нереди у већим градовима и када је стопа криминала порасла, док су његови десничарски противници постављали захтеве за политику „реда и закона”. Док је Џонсон започео своје председништво са широким одобравањем, подршка му је опала како је јавност постала фрустрирана ратом и социјалним немирима. Године 1968, окончао је своју кандидатуру за поновну номинацију након разочаравајућег резултата на предизбору у Њу Хемпширу. Наследио га је Ричард Никсон у јануару 1969. По окончању свог председничког мандата, Џонсон се вратио на свој тексашки ранч, где је умро од срчаног удара четири године касније.
Многи историчари су Џонсона позитивно рангирали због његове унутрашње политике и усвајања многих главних закона који су утицали на грађанска права, контролу оружја, очување дивљине и социјално осигурање, иако је такође привукао значајне критике због ескалације Вијетнамског рата.

## Ствари у којима је био први међу председницима САД
- Био је вођа своје партије у Америчком Сенату, пошто је био вођа мањине од 1953. до 1955, а затим вођа већине од 1955. до 1961.[7]
- Био је заменик вође већине у Сенату од 1951. до 1953.[8]
- Први је имао инаугурацију у авиону, уједно и први председник кога је инаугурисала жена.
- Први је током свог мандата посетио Аустралију, Нови Зеланд, Вијетнам, Тајланд, Малезију, Суринам, Хондурас, Никарагву, Ел Салвадор и Гватемалу.[9][10][11][12][13][14][15]
- Први је именовао афроамеричког судију у Врховни суд САД.[16]
- Први је именовао афроамеричку особу на место у Председничком кабинету.
- Први је добио одликовање Сребрну звезду[17]